# Lucas Vorsterman
Lucas Vorsterman l'Ancien, né en 1595 à Zaltbommel et mort en 1675 à Anvers, est un graveur flamand.

## Biographie

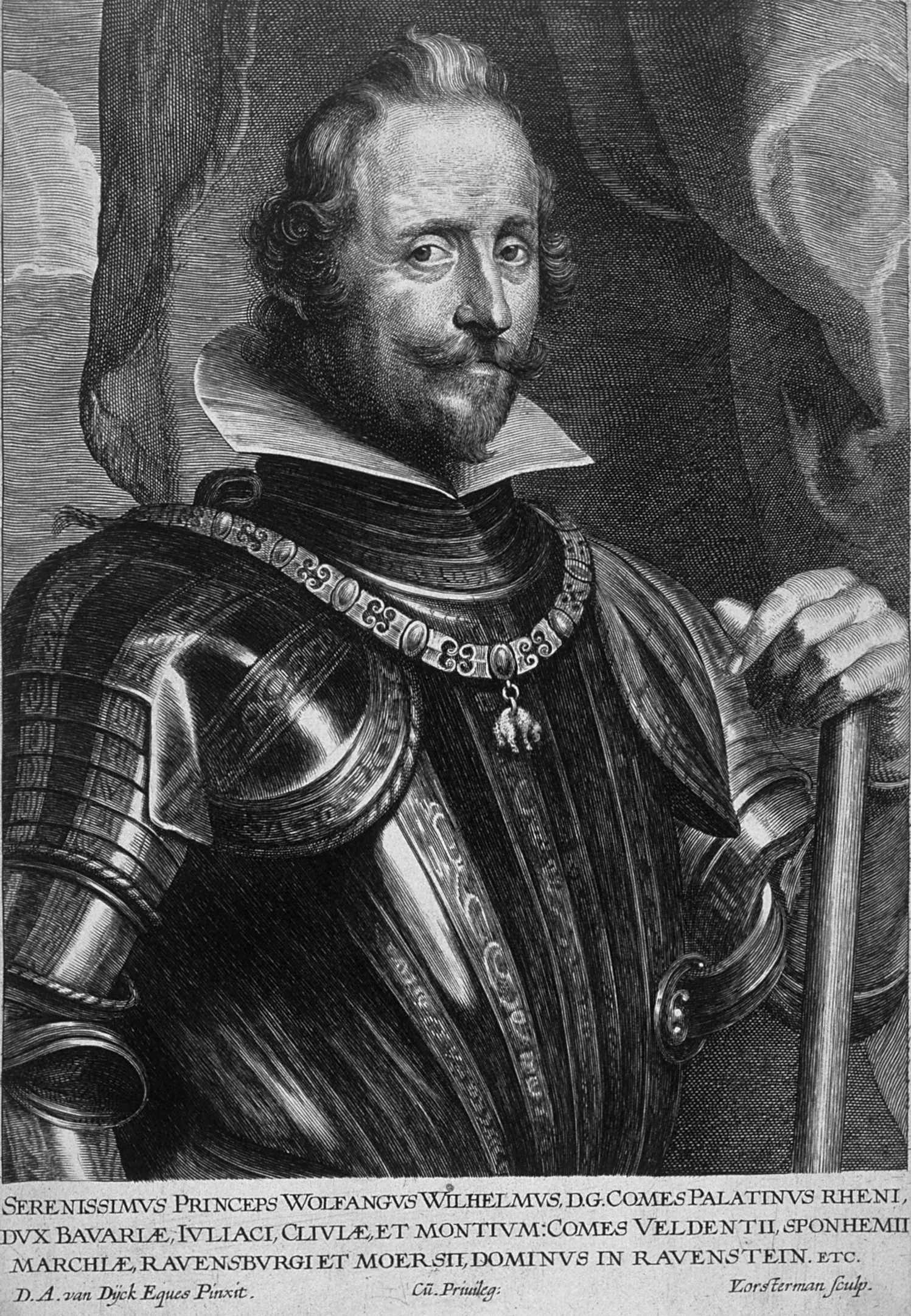
Wolfgang-Guillaume de Neubourg, gravure de Lucas Vorsterman l’Ancien d’après un portrait d’Antoine van Dyck.

Il étudia entre les années 1617 et 1618 dans l’atelier de Pierre Paul Rubens. Il créa de nombreuses gravures d’après les originaux de Rubens et d’Antoine van Dyck, en utilisant de nouvelles méthodes de traitement du métal.
Il parvint ainsi à restituer les effets de luminosité des œuvres de Rubens, allant jusqu’à en suggérer les variations chromatiques. Il faudra attendre le XIXe siècle pour établir de façon scientifique un procédé qu’il avait développé de façon intuitive.
Ses élèves comprennent Paulus Pontius, Hans Witdoeck, Jacob Neefs et Robyn Marinus van der Goes. Lucas Vorsterman eut un fils, nommé Lucas Vosterman le Jeune (né en 1624), dont l'œuvre est d'une qualité très inférieure.

## Œuvres
Lucas Vorsterman a participé à l'Icones Principum Virorum, une iconographie d'Antoine van Dyck, pour laquelle il a gravé d'après des dessins de ce dernier
- Portrait de Jacques Callot, d’après Van Dyck
- La descente de croix, d’après Rubens